# Římskokatolická farnost u kostela sv. Jindřicha a sv. Kunhuty Praha-Nové Město
Římskokatolická farnost u kostela sv. Jindřicha a sv. Kunhuty Praha-Nové Město je územním společenstvím římských katolíků v rámci I. pražského vikariátu arcidiecéze pražské. Vedle této farnosti u kostela sv. Jindřicha a Kunhuty sídlí ještě slovenská a maďarská personální farnost. Všechny 3 farnosti jsou spravovány JCLic. Zoltánem Balgou.

## O farnosti

### Historie
Farnost vznikla 16. března roku 1351 a stala se plebánií Rytířského řádu křižovníků s červenou hvězdou. Roku 1622 (po bitvě na Bílé Hoře) byla farnost ustanovena jako sekulární.
Matriční záznamy jsou vedeny od roku 1584, a jsou tedy nejstaršími v Praze.
Mezi starší názvy patří Ad s. Henricum; Praha II. Ad S. Henricum; Praha 1-Staré Město – sv. Jindřich; S. Heinrich; U sv. Jindřicha.

#### Současní duchovní správci
- JCLic. Zoltán Balga (farář)

#### Kostely farnosti
| Kostel                                   | Místo      | Bohoslužba                                       | Bohoslužba                                                   | Poznámka        |
| ---------------------------------------- | ---------- | ------------------------------------------------ | ------------------------------------------------------------ | --------------- |
| Kostel svatého Jindřicha a svaté Kunhuty | Nové Město | neděle pondělí úterý středa čtvrtek pátek        | 8.30; 9.30; 11:00 18:30 16.00, 18:30 18.00 7:00, 16.00 18.00 | farní kostel    |
| Kostel svatého Kříže                     | Nové Město | neděle pondělí úterý středa čtvrtek pátek sobota | 10.30; 11.30; 19.00 10.00; 15.30 10.00                       | filiální kostel |